# Jewgeni Jewgenjewitsch Sluzki

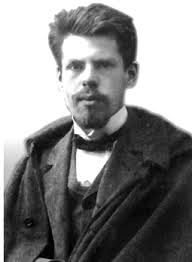
Jewgeni Sluzki

Jewgeni Jewgenjewitsch Sluzki (russisch Евгений Евгеньевич Слуцкий, wiss. Transliteration Evgenij Evgen'evič Sluckij; im deutschen Sprachraum auch Eugenius Slutsky; * 7. Apriljul. / 19. April 1880greg. in Nowoje, Gouvernement Jaroslawl, Russisches Kaiserreich; † 10. März 1948 in Moskau, UdSSR) war ein sowjetischer mathematischer Statistiker und Ökonom.
Sluzki war der Sohn eines Leiters von Lehrerausbildungsstätten, der in Jaroslawl entlassen wurde, weil er in Konflikt mit den Schulbehörden geriet und dann in die Ukraine zog. Sluzki ging dort auf das Gymnasium und gewann 1899 eine Goldmedaille. Er studierte Mathematik und Physik an der Universität Kiew, wurde aber, da er sich revolutionären Strömungen anschloss, 1902 aus der Universität geworfen. Damit war auch das Studium an einer anderen russischen Universität verhindert. Von 1902 bis 1905 studierte er am Polytechnikum München (der späteren TU München) Ingenieurwesen, wozu er aber keine Neigung hatte. Stattdessen wandte er sich der Ökonomie zu und konnte 1905 in Kiew sein Studium fortsetzen. Seine Abschlussarbeit von 1911 (veröffentlicht 1915) enthielt die Slutksy-Gleichung (Slutsky-Zerlegung), für die er später berühmt wurde. Ein von ihm 1912 veröffentlichtes Statistik-Lehrbuch verschaffte ihm 1915 einen Posten am Handelsinstitut Kiew, wo er Professor wurde und bis zu seinem Weggang nach Moskau 1926 blieb. Außerdem unterrichtete er 1912 bis 1918 an einer Schule in Kiew (deren Direktor sein Schwiegervater Nikolai Wolodkewitsch war). In Kiew stand er mit dem Statistiker Alexander Alexandrowitsch Tschuprow in Kontakt und möglicherweise mit Mychajlo Krawtschuk, der sich in Kiew auch mit Statistik befasste. Ab 1926 war er in Moskau am Institut für Konjunkturzyklen und am Zentralamt für Statistik (bis 1931). 1931 bis 1934 war er am Zentralinstitut für Meteorologie in Moskau, ab 1934 an der Lomonossow-Universität und 1938 bis zu seinem Tod am Steklow-Institut.
Sluzki ist in der Mikroökonomie für seine Slutsky-Zerlegung erst mit großer Verzögerung in den 1930er-Jahren bekannt geworden, da die Originalpublikation auf Italienisch den führenden zeitgenössischen Ökonomen sprachlich kaum zugänglich war; in der Wahrscheinlichkeitstheorie ist er durch sein Slutsky-Theorem bekannt geworden und damit verbunden dem Herausarbeiten der Rolle der Konvergenz in der Wahrscheinlichkeitstheorie.
In der Zeitreihenanalyse ist er für den Slutsky-Effekt bekannt: 1927 bewies er theoretisch und an simulierten zufälligen Zeitreihen, dass durch einfache lineare Filtermechanismen fast perfekte Sinus-Signale erzeugt werden konnten, die vorher nicht in den Daten waren. Das bewies, dass man bei der Analyse von Zeitreihen die Möglichkeit in Betracht ziehen musste, dass beobachtete Periodizitäten allein durch den Filterprozess erzeugt worden waren.
Zuletzt war er mit der Tabellierung statistischer Funktionen am Steklow-Institut beschäftigt, was durch seinen Freund Nikolai Wassiljewitsch Smirnow fortgesetzt wurde.
Er hielt einen Vortrag auf dem Internationalen Mathematikerkongress 1928 in Bologna (Sur les fonctions éventuelles compactes). Er verteidigte dort auch Prioritätsansprüche von Émile Borel gegenüber Francesco Cantelli bezüglich des starken Gesetzes der großen Zahlen.

## Werke (Auswahl)
- Sulla teoria del bilancio del consumatore, Giornale degli Economisti e Rivista di Statistica, Serie terza, Vol. 51 (Luglio), 1915, S. 1–26 (enthält die Herleitung der Slutsky-Zerlegung)
- Theorie der Korrelationen und Elemente der Verteilungskurven (russisch), 1912